# Dorfspatzen Oberägeri
Die Dorfspatzen Oberägeri sind eine Schweizer Blaskapelle aus Oberägeri im Kanton Zug in der Schweiz. Die Blaskapelle bietet traditionelle Blasmusik und Unterhaltungsmusik mit Show-Effekten dar.

## Geschichte
Die Blaskapelle wurde 1971 gegründet. Erster musikalischer Leiter war Jakob Farner für 15 Jahre, 1988 wurde er durch den Oberägerer Musiker Ivo Huonder abgelöst. Ab 2002 trat die verjüngte Formation Dorfspatzen Oberägeri unter dem Dirigenten Marco Müller auf. Seit Mai 2011 leitet nun Markus Steimen die Dorfspatzen Oberägeri. Die Kapelle besteht aus 15 Bläsern, einem Sänger und dem Dirigenten. Eine Bühnencrew und ein Tontechniker ergänzen das Team der Dorfspatzen.
Die Formation spielt ein breites Repertoire an Unterhaltungsmusik, welches von Marsch, Polka, Walzer bis zu Pop/Rock beinhaltet. Die Formation tritt an ihren Konzerten meist mit einem Unterhaltungsblock aus Musik und Show auf.

## Erfolge

### Schweizerische Blaskapellentreffen
- 2012 2. Rang «Vollständige Besetzung» in Bischofszell
- 2012 zusätzlich qualifiziert für Wettbewerb «Blaskapelle des Jahres» in Bischofszell
- 2010 2. Rang «Vollständige Besetzung» in Oensingen
- 2010 zusätzlich qualifiziert für Wettbewerb «Blaskapelle des Jahres» in Oensingen
- 2008 3. Rang «Vollständige Besetzung» in Hergiswil
- 2008 zusätzlich qualifiziert für Wettbewerb «Blaskapelle des Jahres» in Hergiswil
- 2006 2. Rang «Vollständige Besetzung» in Visp
- 2006 zusätzlich qualifiziert für Wettbewerb «Blaskapelle des Jahres» in Visp
- 2004 1. Rang «Vollständige Besetzung» in Malters
- 2004 zusätzlich qualifiziert für Wettbewerb «Blaskapelle des Jahres» in Malters
- 2004 2. Rang im Showwettbewerb mit Publikumsjury
- 2002 2. Rang im Showwettbewerb mit Publikumsjury

### Grand Prix des volkstümlichen Schlager
- 1988/89/97 Unter den 15 Schweizer Finalisten
- 1987 Internationales Final in Dortmund
- 1986 Internationales Final in Wien

### Internationale Wettbewerbe
- 2007 2. Rang am Unterhaltungsmusikwettbewerb in Bendern/FL
- 2000 Internationaler Wettbewerb um «Das goldene Flügelhorn» in Hodonín/Tschechien:
  - 7. Rang und damit ein Platz innerhalb der Goldenen Zone
  - 1. Rang Publikumswertung mit Spezialpreis der Stadt Hodonín

## Tourneen
- 2004 Kreuzfahrt auf dem Mittelmeer
- 1998 Konzerttournee in Japan
- 1995 Kreuzfahrt in die Karibik
- 1991 Kreuzfahrt in die Karibik

## Diskografie
- 1990 Das grosse Wunschkonzert
- 1993 Wir sind Happy
- 1996 Mit Herz und Schwung
- 1998 Happy Sound
- 2000 Die grössten Erfolge
- 2001 So het’s früener tönt
- 2003 Alte und neue Kameraden / Eigenverlag
- 2006 Blasmusik Total! / Eigenverlag
- 2011 Jubiläums-CD 40 Jahre Dorfspatzen Oberägeri / Eigenverlag
- 2016 Nimm dir chli Zyt / Eigenverlag
- 2022 Jubiläums-CD 50+1 Jahre Dorfspatzen Oberägeri / Eigenverlag

## Auftritte in Radio und Fernsehen

### Radio
- Hafenkonzert «Gruss vom Bodensee» Radio DRS1 & SWR3: Teilnahme 2012/2009/2006/2005/1997/1991/1985/1984/1983/1981/1980/1978
- Zoogä-n-am Boogä Radio DRS1: Teilnahme 2004/2002

### Fernsehen
- Gala für Stadt und Land (SF1)
- Bodeständigi Choscht (SF1)
- Direkt us… (SF1)
- Silvestersendung (SF1)
- Öisi Musig (SF1)
- Musigplausch (SF1)
- Fensterplatz (SF1)
- Hopp de Bäse (SF1): Teilnahme 2012 / 2011 / 2006 / 2003